# Lista de vice-presidentes do Brasil por longevidade
| Vice-presidente mais longevo: Venceslau Brás (98 anos) | Vice-presidente menos longevo: Manuel Vitorino (49 anos) |

Esta é uma lista de vice-presidentes do Brasil por longevidade, ordenada conforme a quantidade de dias que viveram ou ainda vivem. Compreende todas as pessoas que assumiram a vice-presidência e estão presentes na lista da Biblioteca da Presidência da República.
Os dias da lista são calculados a partir da diferença entre as datas de nascimento e falecimento. Se fossem contados os dias do calendário de cada período, todos os vice-presidentes teriam seu número de dias apresentado acrescido em uma unidade. A idade máxima alcançada por um vice-presidente do Brasil foi de 98 anos e 78 dias, por Venceslau Brás; já o vice-presidente a viver menos tempo foi Manuel Vitorino, que morreu aos 49 anos e 222 dias. Venceslau também foi quem durou mais tempo na condição de ex-vice-presidente, morrendo exatos 51 anos e 6 meses depois de deixar a vice-presidência. A média de longevidade dos vice-presidentes já falecidos é de 25 118 dias, o que corresponde a 69 anos, 9 meses e 8 dias.

## Lista dos vice-presidentes
Legenda:
     Falecidos
     Vivos
Em parênteses, ordem desconsiderando os que não tomaram posse.
| #  | OH | Vice-presidente                 | Data de nascimento      | Data de falecimento     | Longevidade (dias) | Longevidade (anos, dias) | Ref.              |
| -- | -- | ------------------------------- | ----------------------- | ----------------------- | ------------------ | ------------------------ | ----------------- |
| 1  | 6  | Venceslau Brás                  | 26 de fevereiro de 1868 | 15 de maio de 1966      | 35 872 dias        | 98 anos e 78 dias        | [ 1 ]             |
| 2  | 20 | José Sarney                     | 24 de abril de 1930     | vivo                    | 34 722 dias        | 95 anos e 23 dias        | [ 2 ]             |
| 3  | 24 | Michel Temer                    | 23 de setembro de 1940  | vivo                    | 30 917 dias        | 84 anos e 236 dias       | [ 3 ]             |
| 4  | 21 | Itamar Franco                   | 28 de junho de 1929     | 2 de julho de 2011      | 29 954 dias        | 82 anos e 4 dias         | [ 4 ]             |
| 5  | 22 | Marco Maciel                    | 21 de julho de 1940     | 12 de junho de 2021     | 30 981 dias        | 80 anos e 326 dias       | [ 3 ] [ 5 ]       |
| 6  | 17 | Augusto Rademaker               | 11 de maio de 1905      | 13 de setembro de 1985  | 29 345 dias        | 80 anos e 126 dias       | [ 6 ]             |
| 7  | 23 | José Alencar                    | 17 de outubro de 1931   | 29 de março de 2011     | 29 018 dias        | 79 anos e 163 dias       | [ 7 ]             |
| 8  | 18 | Adalberto Pereira dos Santos    | 11 de abril de 1905     | 2 de abril de 1984      | 28 846 dias        | 78 anos e 357 dias       | [ 8 ]             |
| 9  | 11 | Fernando de Melo Viana          | 15 de março de 1878     | 10 de fevereiro de 1954 | 27 725 dias        | 75 anos e 332 dias       | [ 9 ]             |
| 10 | 19 | Aureliano Chaves                | 13 de janeiro de 1929   | 30 de abril de 2003     | 27 135 dias        | 74 anos e 107 dias       | [ 10 ]            |
| 11 | 16 | Pedro Aleixo                    | 1º de agosto de 1901    | 3 de março de 1975      | 26 877 dias        | 73 anos e 214 dias       | [ 11 ]            |
| 12 | 15 | José Maria Alkimim              | 11 de junho de 1901     | 22 de abril de 1974     | 26 613 dias        | 72 anos e 315 dias       | [ 12 ]            |
| 13 | 26 | Geraldo Alckmin                 | 7 de novembro de 1952   | vivo                    | 26 489 dias        | 72 anos e 191 dias       |                   |
| 14 | 25 | Hamilton Mourão                 | 15 de agosto de 1953    | vivo                    | 26 208 dias        | 71 anos e 275 dias       | [ 13 ]            |
| 15 | 3  | Francisco de Assis Rosa e Silva | 4 de outubro de 1857    | 1º de julho de 1929     | 26 202 dias        | 71 anos e 270 dias       | [ 14 ]            |
| 16 | 13 | Café Filho                      | 3 de fevereiro de 1899  | 20 de fevereiro de 1970 | 25 949 dias        | 71 anos e 17 dias        | [ 15 ]            |
| 17 | 12 | Nereu Ramos                     | 3 de setembro de 1888   | 16 de junho de 1958     | 25 487 dias        | 69 anos e 286 dias       | [ 16 ]            |
| 18 | 9  | Bueno de Paiva                  | 17 de setembro de 1861  | 4 de agosto de 1928     | 24 427 dias        | 66 anos e 322 dias       | [ 17 ]            |
| 19 | 10 | Estácio Coimbra                 | 22 de outubro de 1872   | 9 de novembro de 1937   | 23 758 dias        | 65 anos e 18 dias        | [ 18 ]            |
| 20 | 7  | Urbano Santos                   | 3 de fevereiro de 1859  | 7 de maio de 1922       | 23 103 dias        | 63 anos e 93 dias        | [ 19 ]            |
| 21 | 4  | Afonso Pena                     | 30 de novembro de 1847  | 14 de junho de 1909     | 22 476 dias        | 61 anos e 196 dias       | [ 20 ]            |
| 22 | 14 | João Goulart                    | 1º de março de 1918     | 6 de dezembro de 1976   | 21 465 dias        | 58 anos e 280 dias       | [ 21 ]            |
| —  | —  | Vital Soares                    | 13 de novembro de 1874  | 19 de abril de 1933     | 21 341 dias        | 58 anos e 157 dias       | [ 22 ] [ nota 3 ] |
| 23 | 5  | Nilo Peçanha                    | 2 de outubro de 1867    | 31 de março de 1924     | 20 634 dias        | 56 anos e 181 dias       | [ 23 ]            |
| 24 | 1  | Floriano Peixoto                | 30 de abril de 1839     | 29 de junho de 1895     | 20 514 dias        | 56 anos e 60 dias        | [ 24 ]            |
| —  | —  | Silviano Brandão                | 7 de março de 1848      | 25 de setembro de 1902  | 19 924 dias        | 54 anos e 205 dias       | [ 25 ] [ nota 4 ] |
| 25 | 8  | Delfim Moreira                  | 7 de novembro de 1868   | 1º de julho de 1920     | 18 833 dias        | 51 anos e 207 dias       | [ 26 ]            |
| 26 | 2  | Manuel Vitorino                 | 30 de janeiro de 1853   | 9 de novembro de 1902   | 18 179 dias        | 49 anos e 222 dias       | [ 27 ]            |